# مذيع

مذيعة تقدم نشرة الاخبار

يقال المذيع للرجل والمذيعة للمرأة (الانجليزية : Television Presenter). وهو المحترف الذي يعمل في الإعلام سواء في الإذاعة أو التلفاز ويقدم البرامج أو يقرأ النشرات الإخبارية. وباختلاف المادة المقدمة يختلف تخصص المذيع. فقد يكون في الاستديوهات لتقديم برنامج حي فيكون المقدم الرئيسي أو خارج الاستديو ويكون ما يطلق عليه المراسل الذي لا يقل أهمية عن المقدم الرئيسي ولكن عمله ميداني.